# Ziel (Militär)
Ein militärisches Ziel (engl. target) ist „ein Wesen oder Objekt, das für den Feind eine Aufgabe erfüllt und das für einen Angriff oder eine andere Aktion in Betracht gezogen wird.“ Ziele können geografische Räume, Strukturen, Gegenstände oder Personen einschließlich ihrer Einstellungen oder Gedanken sein.
Darüber hinaus gibt es im militärischen Sprachgebrauch weitere Definitionen und Begriffe, welche die Art der Ziele, deren Kategorisierung oder deren Bekämpfung spezifizieren.

## Mit Bezug auf den Standort

### Landziel
Der Begriff Landziel existiert nur bei der Marine. Er bezeichnet ausschließlich auf dem Festland befindliche Einrichtungen wie Fabriken oder Bunker sowie Feindeinheiten (Panzer, Lkw, parkende Flugzeuge und so weiter), die von See aus beschossen werden.

### Seeziel
Seeziele sind alle auf See befindlichen feindlichen Einheiten oder Einrichtungen, beispielsweise Kriegsschiffe, Bohrinseln und so weiter, unabhängig davon, welcher Truppenteil sie bekämpft.

### Luftziel
Zu den Luftzielen gehören alle Arten von Fluggerät (Kampfflugzeug, Hubschrauber und so weiter) – wiederum unabhängig von der angreifenden Waffengattung.
Fliegende Kleinstziele wie Flugkörper (Raketen) oder Artilleriegeschosse sind keine Luftziele im klassischen Sinne (früher gab es keine Möglichkeit, sie durch einen Treffer abzuwehren).
Heute werden sie RAM-Ziele genannt, ein Akronym der Begriffe Raketen, Artilleriegranaten und Mörsermunition.

### Bodenziel
Luftstreitkräfte nennen alle nicht fliegenden Ziele Bodenziele (Landziele und Seeziele). 
Im Englischen heißen diese Ziele Surface Targets (deutsch Ziele an der Oberfläche).

## Mit Bezug auf den Schutz

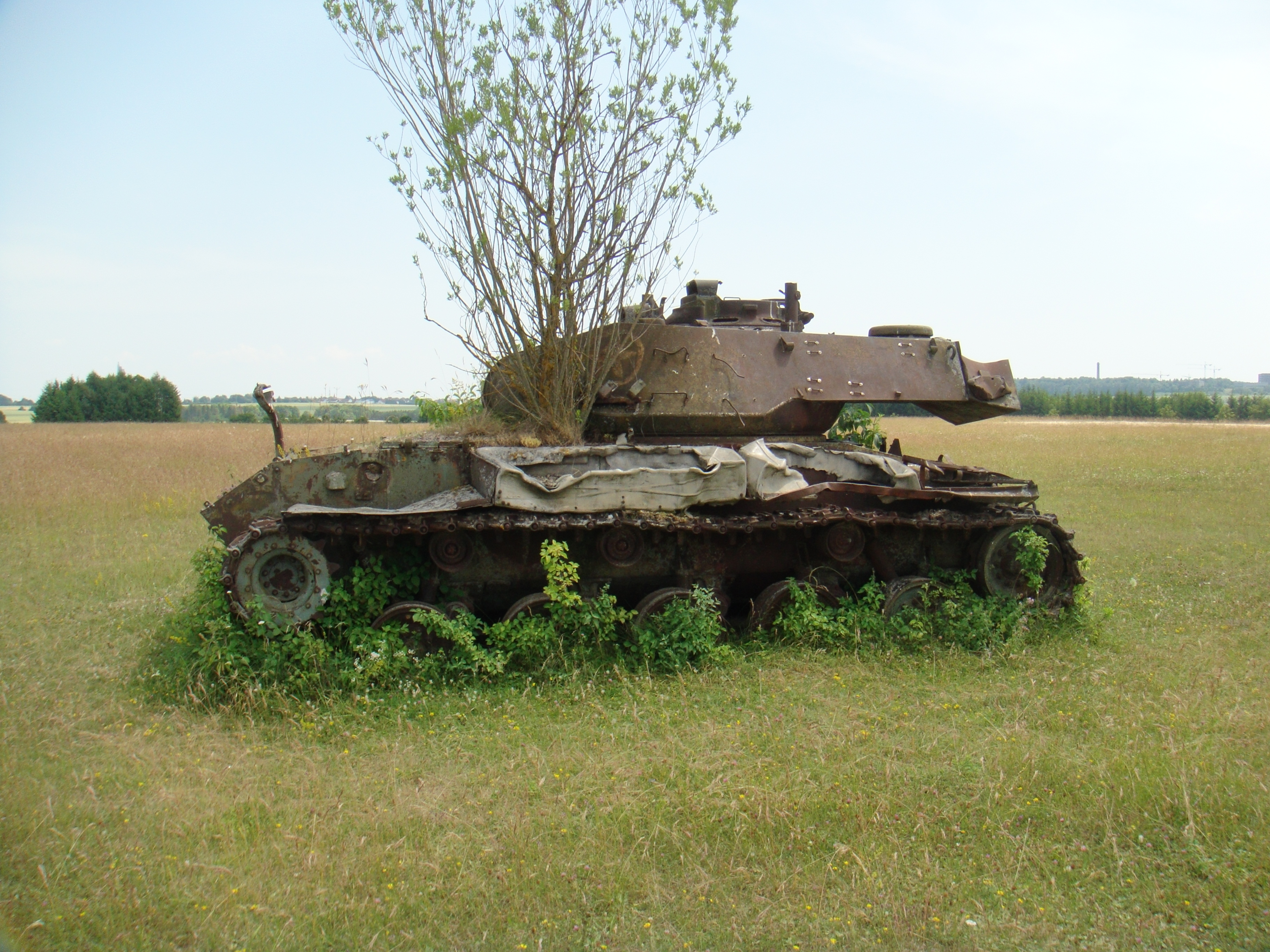
M41 Walker Bulldog als Hartziel, Rommel-Kaserne Dornstadt

### Hartziel
Als Hartziel bezeichnet das Militär Beschussziele, welche aus Stahl, Stahlbeton oder anderen harten Materialien bestehen. Im engeren Sinne wird der Begriff häufig ausschließlich für gepanzerte militärische Ziele wie Panzer, Bunker, Kampfhubschrauber u. ä. verwandt. Für solche Ziele wird spezielle Munition verwendet, beispielsweise panzerbrechende Munition, Hartkerngeschosse, Hohlladungen, Bomben und Artilleriegeschosse mit verzögerten Zündern, die in der Lage sind, eine hohe Wirkung auf einen kleinen Punkt zu konzentrieren. 

### Weichziel
Weichziele sind im Gegensatz dazu nicht gepanzerte Beschussziele wie Pkw, Lkw, Transportflugzeuge, leichte Hubschrauber, Drohnen, Schießscheiben, aber auch feindliche Infanterie. Wenn Soldaten als Weichziele bezeichnet werden, ist dies militärisch korrekt, angesichts der mit dem Beschuss solcher „Weichziele“ einhergehenden Verletzung oder Tötung von Menschen wird dies jedoch als Euphemismus wahrgenommen. Diese Wahrnehmung geht oft so weit, dass der Ausdruck als exklusiver Begriff für lebende Ziele missverstanden wird. Munition für Weichziele ist oft so konstruiert, dass sie vor oder beim Aufschlag in Fragmente zerplatzt oder scharfkantig verformt wird und dadurch einen höheren Schaden anrichtet. 
Als „weiche Ziele“ werden häufig in der Terrorismusbekämpfung ungeschützte oder unter normalen Umständen nicht zu schützende Ziele genannt. Dies sind meist Orte des öffentlichen Lebens mit vielen Menschen oder weitreichende wichtige Infrastruktur. Auch schlecht geschützte wichtige informationstechnische Systeme wie Internet, Telefon, Radar- und Funkanlagen zählen zu weichen Zielen.

### Mischformen
Neben den obengenannten Zielarten existieren im Sprachgebrauch auch Mischformen der Zielarten: So werden beispielsweise leicht gepanzerte Einheiten auch als halb-hart bezeichnet.

## Mit Bezug auf die Verteilung

### Einzelziel
Einzelziel, auch Punktziel, ist ein einzelnes militärisches Ziel z. B. Soldat oder Panzer, welches anvisiert und direkt bekämpft wird.

### Flächenziel
Flächenziel, auch Massenziel, ist eine Ansammlung unregelmäßig verteilter Einzelziele in einem bestimmten Raum, wobei die Einzelziele auch gruppiert auftreten können. Siehe auch: Streumunition, Flächenbombardement.

## Kategorien in der Zielplanung

### High-Value Target
Ein High-Value Target (HVT) (deutsch hochrangiges Ziel) ist ein Ziel, das für einen Gegner von besonderer Bedeutung für dessen Erfolg ist.

### High Pay-off Target
Ein High-Pay-off Target (HPT) ist ein High-Value Target, dessen Bekämpfung einen besonderen Vorteil für die eigene Operationsführung verspricht.

## Rechtliche Einordnung

### Legitimes militärisches Ziel
Das Humanitäre Völkerrecht erlaubt Angriffe in einem bewaffneten Konflikt nur auf militärische Ziele und nur dann, wenn „deren gänzliche oder teilweise Zerstörung, deren Inbesitznahme oder Neutralisierung unter den in dem betreffenden Zeitpunkt gegebenen Umständen einen eindeutigen militärischen Vorteil darstellt.“